# Fórmula de Bretschneider

Un cuadrilátero con la denominación de sus elementos característicos

En geometría, la fórmula de Bretschneider es una expresión que permite calcular el área de un cuadrilátero general: 
{\displaystyle K={\sqrt {(s-a)(s-b)(s-c)(s-d)-abcd\cdot \cos ^{2}\left({\frac {\alpha +\gamma }{2}}\right)}}}
{\displaystyle ={\sqrt {(s-a)(s-b)(s-c)(s-d)-{\tfrac {1}{2}}abcd[1+\cos(\alpha +\gamma )]}}.}
Aquí, a, b, c, d son los lados del cuadrilatero, s es el semiperímetro, y α y γ son dos ángulos opuestos.
Se cumple en cualquier cuadrilátero, ya sea cíclico o no. 
El matemático alemán Carl Anton Bretschneider descubrió la fórmula en 1842. También fue deducida ese mismo año por el matemático alemán Karl Georg Christian von Staudt. 

## Demostración
Si se denomina K al área del cuadrilatero, entonces se tiene que
{\displaystyle {\begin{aligned}K&={\text{área de }}\triangle ADB+{\text{área de }}\triangle BDC\\&={\frac {ad\operatorname {sen} \alpha }{2}}+{\frac {bc\operatorname {sen} \gamma }{2}}.\end{aligned}}}
Por lo tanto 
{\displaystyle 2K=(ad)\operatorname {sen} \alpha +(bc)\operatorname {sen} \gamma .}
{\displaystyle 4K^{2}=(ad)^{2}\operatorname {sen} ^{2}\alpha +(bc)^{2}\operatorname {sen} ^{2}\gamma +2abcd\operatorname {sen} \alpha \operatorname {sen} \gamma .}
La ley del coseno implica que 
{\displaystyle a^{2}+d^{2}-2ad\cos \alpha =b^{2}+c^{2}-2bc\cos \gamma ,}
porque ambos lados equivalen al cuadrado de la longitud de la diagonal BD, lo que se puede reescribir como
{\displaystyle {\frac {(a^{2}+d^{2}-b^{2}-c^{2})^{2}}{4}}=(ad)^{2}\cos ^{2}\alpha +(bc)^{2}\cos ^{2}\gamma -2abcd\cos \alpha \cos \gamma .}
Añadiendo esto a la fórmula superior por 4K2, resulta
{\displaystyle {\begin{aligned}4K^{2}+{\frac {(a^{2}+d^{2}-b^{2}-c^{2})^{2}}{4}}&=(ad)^{2}+(bc)^{2}-2abcd\cos(\alpha +\gamma )\\&=(ad+bc)^{2}-2abcd-2abcd\cos(\alpha +\gamma )\\&=(ad+bc)^{2}-2abcd(\cos(\alpha +\gamma )+1)\\&=(ad+bc)^{2}-4abcd\left({\frac {\cos(\alpha +\gamma )+1}{2}}\right)\\&=(ad+bc)^{2}-4abcd\cos ^{2}\left({\frac {\alpha +\gamma }{2}}\right).\end{aligned}}}
Nótese que {\displaystyle \cos ^{2}{\frac {\alpha +\gamma }{2}}={\frac {1+\cos(\alpha +\gamma )}{2}}} (una identidad trigonométrica cierta para todo {\displaystyle {\frac {\alpha +\gamma }{2}}})
Siguiendo los mismos pasos que en la fórmula de Brahmagupta, se puede escribir como 
{\displaystyle 16K^{2}=(a+b+c-d)(a+b-c+d)(a-b+c+d)(-a+b+c+d)-16abcd\cos ^{2}\left({\frac {\alpha +\gamma }{2}}\right).}
Introduciendo el semiperímetro 
{\displaystyle s={\frac {a+b+c+d}{2}},}
lo anterior se convierte en 
{\displaystyle 16K^{2}=16(s-d)(s-c)(s-b)(s-a)-16abcd\cos ^{2}\left({\frac {\alpha +\gamma }{2}}\right)}
{\displaystyle K^{2}=(s-a)(s-b)(s-c)(s-d)-abcd\cos ^{2}\left({\frac {\alpha +\gamma }{2}}\right)}
y la fórmula de Bretschneider se deduce después de sacar la raíz cuadrada de ambos lados de la ecuación: 
{\displaystyle K={\sqrt {(s-a)(s-b)(s-c)(s-d)-abcd\cdot \cos ^{2}\left({\frac {\alpha +\gamma }{2}}\right)}}}

## Fórmulas relacionadas
La fórmula de Bretschneider generaliza la fórmula de Brahmagupta para el área de un cuadrilátero cíclico, que a su vez generaliza la fórmula de Herón para el área de un triángulo. 
El ajuste trigonométrico en la fórmula de Bretschneider para la no ciclicidad del cuadrilátero se puede reescribir de forma no trigonométrica en términos de los lados y las diagonales e y f para dar
{\displaystyle {\begin{aligned}K&={\tfrac {1}{4}}{\sqrt {4e^{2}f^{2}-(b^{2}+d^{2}-a^{2}-c^{2})^{2}}}\\&={\sqrt {(s-a)(s-b)(s-c)(s-d)-{\tfrac {1}{4}}(ac+bd+ef)(ac+bd-ef)}}.\end{aligned}}}

## Lecturas relacionadas
- Ayoub B. Ayoub: Generalizations of Ptolemy and Brahmagupta Theorems. Mathematics and Computer Education, Volume 41, Number 1, 2007, ISSN 0730-8639
- E. W. Hobson: A Treatise on Plane Trigonometry. Cambridge University Press, 1918, pp. 204–205 (online copy)
- C. A. Bretschneider. Untersuchung der trigonometrischen Relationen des geradlinigen Viereckes. Archiv der Mathematik und Physik, Band 2, 1842, S. 225-261 (online copy, German)
- F. Strehlke: Zwei neue Sätze vom ebenen und sphärischen Viereck und Umkehrung des Ptolemaischen Lehrsatzes. Archiv der Mathematik und Physik, Band 2, 1842, S. 323-326 (online copy, German)